# 어덜트 컨템포러리
어덜트 컨템포러리 음악(adult contemporary music, AC)은 1970년대 초부터 성행한, 대중이 쉽게 접근할 수 있는 성향의 소프트 록을 뜻한다. 1980년대엔 신시사이저가 현악을 대신하기 시작했으며 좀 더 상대적으로 복잡해졌다. 1970년대 카펜터스와 브레드, 에어 서플라이, 포리너, 1980년대 빌리 조엘, 스팅 등이 대표적 음악가이다. 편안하게 쉬면서 듣기 쉬운 이지 리스닝 계열의 음악을 총칭하는 개념으로 쓰이기도 하며, 때론 성인 취향의 음악을 일컫기도 한다.

## 같이 보기
- 뉴에이지 음악